# Tenabo
Tenabo – miasto w północnej części meksykańskiego stanu Campeche, leżące na półwyspie Jukatan, około 20 km na wschód od wybrzeża Zatoki Meksykańskiej. Miasto znajduje się także około 40 km na północny wschód od stolicy stanu Campeche oraz na zachód od niedalekiej granicy ze stanem Jukatan. W 2005 roku miasto liczyło 6 934 mieszkańców. Miasto jest siedzibą władz gminy Tenabo.